# Rocallaura
Rocallaura es una localidad de la comarca de Urgel, en la provincia de Lérida, en la Comunidad Autónoma de Cataluña, España. Es una entidad local menor perteneciente al municipio de Vallbona de las Monjas siendo el segundo núcleo de población en número de habitantes dentro del municipio.

## Geografía
La población está situada en la parte sureste del municipio de Vallbona de las Monjas. Está situado a 649 m s. n. m. de altitud, sobre un cerro al pie de la riera de Maldanell, al norte de la sierra del Tallat, cerca del límite con la Cuenca de Barberá. Su término se corresponde con el del antiguo municipio, de 10,80 km².

## Historia

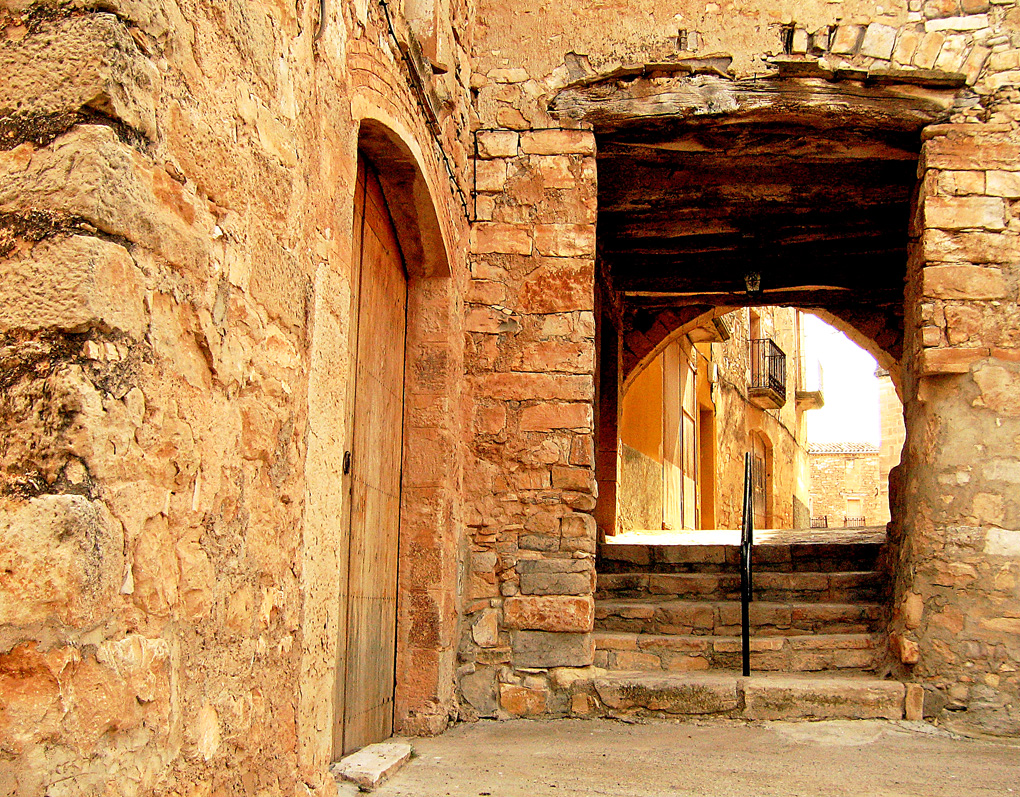
Calles de Rocallaura.

Rocallaura perteneció a las abadesas de Santa María de Vallbona y formó parte del municipio de Vallbona de las Monjas hasta la década de 1920-1930, en el que tuvo ayuntamiento propio hasta el 9 de julio de 1970, cuando volvió a ser anexionado a Vallbona de las Monjas. La entidad municipal descentralizada se creó el 20 de febrero de 2003.
De su iglesia, dedicada a San Lorenzo, depende el santuario de la Mare de Déu del Tallat. Del antiguo castillo de Rocallaura no queda rastro.

## Símbolos
- El escudo de Rocallaura se define por el siguiente blasón:

«Escudo en forma de losange con ángulos rectos: de sinople, 2 recuentros de buey de oro unidos por un yugo de sable, acompañados en la punta de un roque de argén.»
Fue aprobado el 12 de julio de 2006 y publicado en el DOGC el 10 de agosto del mismo año con el número 4695.
El yugo y los bueyes son elementos tradicionales de las armas parlantes de Rocallaura, que hacen referencia al nombre del pueblo (específicamente al hecho de labrar, que en catalán se dice llaurar), igual como el roque (en catalán llamado roc), añadido más recientemente debido a la oficialización del escudo.
Como es norma según el artículo 14.2 del reglamento de los símbolos de las entidades locales de Cataluña, los escudos aprobados para las entidades locales menores, el de Rocallaura no puede llevar timbre.
- La bandera de Rocallaura tiene la siguiente descripción:

«Bandera apaisada, de proporciones dos de alto por tres de largo, verde oscuro, con las dos cabezas de buey amarillas, puestas de cara y unidas por el yugo negro del escudo, todo el conjunto de altura 1/4 de la del paño y anchura 22/39 de la largura del mismo paño, equidistante de los bordes superior e inferior y a 2/30 de la del asta, y con el último tercio vertical blanco.»
Bandera aprobada el 4 de enero de 2008. DOGC 5.052 del 21 de enero de 2008.
El artículo 36.2 del reglamento sobre los símbolos de los entes locales, dice que las entidades locales menores deben incorporar como elemento diferenciador un palo blanco en el vuelo de un grueso de 2/9 del largo de la bandera, pero en cambio en la descripción aprobada y publicada, el palo está descrito incorrectamente como un 1/3 de la bandera.

## Geografía humana

### Demografía
| Gráfica de evolución demográfica de Rocallaura entre 1842 y 1960 |
| |
| Población de derecho según los censos de población del INE Población de hecho según los censos de población del INEEntre el censo de 1857 y el anterior, este municipio desaparece porque se integra en el municipio 25238 (Vallbona de las Monjas) Entre el censo de 1970 y el anterior, este municipio desaparece porque se integra en el municipio 25238 (Vallbona de las Monjas) Entre el censo de 1930 y el anterior, aparece este municipio porque se segrega del municipio 25238 (Vallbona de las Monjas) |

## Economía
La economía de la población se dedica esencialmente al agricultura de secano, principalmente a los cereales, olivos, viña y almendros). También tienen importancia las aguas bicarbonatadas-cálcicas-litínicas de las fuentes cercanas a la población, ricas en estroncio de litio, siendo diuréticas y buscadas por las personas que padecen de piedra en los riñones.

## Comunicaciones
Se comunica con Vallbona de las Monjas a través de la carretera comarcal LP-2335, un desvío de la C-14 Tárrega-Montblanch entre las poblaciones de Belltall y Solivella.